# حمید حسین موسوی
سید حمید حسین موسوی کینتوری لکنوی هندی نیشابوری (به هندی: आयतुल्लाह सय्यिद मीा हुसैन मुसवी किन्तूरी लखनवी, Urdu؛ زادهٔ ۱۸۳۰ – ۱۸۸۸) او فرزند سید محمدقلی کنتوری و نویسندهٔ کتاب اباقات الانوار فی امامت الائمه الاثار بود.

## تولد
سید حمید حسین موسوی در چهارم محرم ۱۲۴۶ (۲۵ ژوئن ۱۸۳۰) در لکنو، هند متولد شد. او در خانواده‌ای پرورش یافت که همه اعضای آن، علمایی دانشمند و متعهد به خدمت به اسلام بودند.

## آموزش و پرورش
او تحصیلات خود را نزد پدرش علامه سید محمدقلی موسوی فرا گرفت. علاوه بر تحصیلات مقدماتی، علم کلام را نیز نزد پدرش فرا گرفت. فقه و اصول را نزد سید حسین نقوی آموخت. فلسفه و کلام را نزد سید مرتضی بن سید محمد آموخت و مفتی سید محمد عباس نیز اخلاق را به ایشان آموخت.

## نسب
پدرش، محمدقلی موسوی، و پسرعمویش، سید احمد موسوی هندی، که اتفاقاً جد پدری سید روح‌الله خمینی نیز هست، اهل علم بودند.

## مرگ
او در ۱۸ صفر ۱۳۰۶ق/۲۴ اکتبر ۱۸۸۸م درگذشت و در حسینیه غفران مآب به خاک سپرده شد. پس از انتشار خبر درگذشتش، مجالس سوگواری بسیاری در عراق برای او برگزار شد.

## همچنین ببینید
- عالم (اسلام)